# Potassi 40

Esquema del procés de desintegració del potassi

El potassi 40 (40K o K-40) és un isòtop radioactiu del potassi que té una llarga semivida d'1,248×109 anys. És un rar exemple d'un isòtop que pateix els tres dipus de desintegració beta. Al voltant d'un 89,28 de les vegades es desintegra en calci 40 amb una emissió d'una partícula beta (β−, un electró) amb una energia màxima d'1,33 MeV i un antineutrí; al voltant d'un 10,72% de les vegades es desintegra en argó 40 mitjançant captura electrònica amb l'emissió d'un raig gamma d'1,460 MeV i un neutrí; finalment, molt rarament, un 0,001% de les vegades, es desintegra també en argó 40 emetent un positró (β+) i un neutrí.